# 塔利克·薩勒赫
塔利克·薩勒赫（阿拉伯语：طارق صالح；1972年1月28日—）是埃及裔的瑞典影像與圖像工作者，他的作品橫跨電視、電影、動畫、塗鴉藝術、記者等。

## 生平
塔利克·薩勒赫出身於斯德哥爾摩，他父親為埃及人，母親則為瑞典人；在1980年代末至1990年代，薩勒赫傾心投入塗鴉創作，他是斯德哥爾摩著名的塗鴉地標Fascinate的創作人之一。他同時也在瑞典電視台主持節目，以及成立自己的製作公司Atmo。
2009年，他完成首部劇情長片《地下理想國》，為一部動畫電影，設定在近未來的科幻題材，獲選為第66屆威尼斯影展國際影評人週單元的開幕片。2017年，他以阿語驚悚電影《尼羅河希爾頓事件》獲得金甲蟲獎最佳影片。
2022年，他完成首部好萊塢動作電影《救命緝約》，由克里斯·潘恩主演；同年，他執導的阿拉伯語電影《開羅謀殺案》入選為第75屆坎城影展正式競賽單元，這也是他首次進入三大影展競賽單元。最終獲得最佳劇本獎。

## 導演作品

### 劇情長片
- 2009年：《地下理想國（英语：Metropia (film)）》（Metropia）
- 2014年：《黑幫追殺行動（瑞典语：Tommy (2014)）》（Tommy）
- 2017年：《尼羅河希爾頓事件（阿拉伯语：حادث النيل هيلتون (فيلم وثائقي)）》（حادث النيل هيلتون）
- 2022年：
  - 《救命緝約》（The Contractor）
  - 《開羅謀殺案》（صبي من الجنة）
- 2025年：《共和之鷹》（Eagles of the Republic）

### 電視劇集
- 2018年：
  - 《西方極樂園》第2季第6集（Westworld；HBO）
  - 《黑手遮天》第6季第8集（Ray Donovan；Showtime）

## 外部連結
- 塔利克·薩勒赫在互联网电影资料库（IMDb）上的資料（英文）